# 馬爾他女王
馬爾他女王（英語：Queen of Malta），是1964年9月21日到1974年12月13日马耳他國家元首頭銜。之後該頭銜被廢除，國家元首一職改由马耳他总统行使。

## 歷史

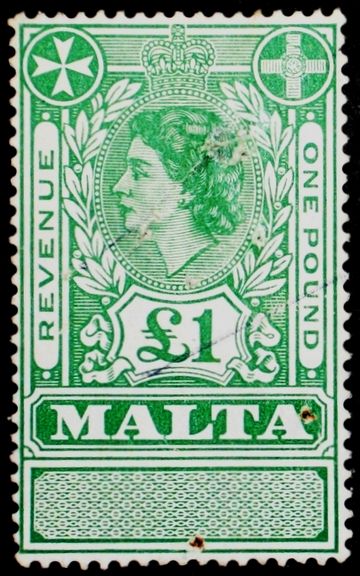
1954年的馬爾他郵票上的伊莉莎白二世

1964年馬爾他從英國獨立後，奉英國女王伊莉莎白二世為馬爾他君主。因君主常駐英國，故而委任馬爾他總督作為君主代表，在該國執行君主的權力。
1974年12月13日，《馬爾他憲法》修改成國體為共和國並廢除馬爾他君主及馬爾他總督，以馬爾他總統作為該國的國家元首。
1992年5月28日至30日、2005年11月23日至26日和2007年11月20日，伊麗莎白二世訪問了馬爾他。她於2015年11月26日至28日以英聯邦元首身分在馬爾他出席了2015年大英國協會議。

## 歷代君主
馬爾他自1964年從大英帝國獨立後到1974年變更國體為共和國之間只有伊丽莎白二世一任君主：
| 溫莎王朝 |              |               |              |               |                |                      |
| 肖像     | 姓名         | 出生          | 駕崩         | 任期開始      | 任期結束       | 配偶                 |
|          | 伊丽莎白二世 | 1926年4月21日 | 2022年9月8日 | 1964年9月21日 | 1974年12月13日 | 爱丁堡公爵菲利普亲王 |

## 頭銜
- 1964年9月21日—1965年1月18日：

英語：
馬爾他語：
伊丽莎白二世，蒙上帝恩典，大不列顛及北愛爾蘭聯合王國和她其它王國及領地女王，大英國協元首，信仰守衛者
- 1965年1月18日—1974年12月13日：

英語：
馬爾他語：
伊丽莎白二世，蒙上帝恩典，馬爾他和她其它王國及領地女王，大英國協元首